# 시까오군

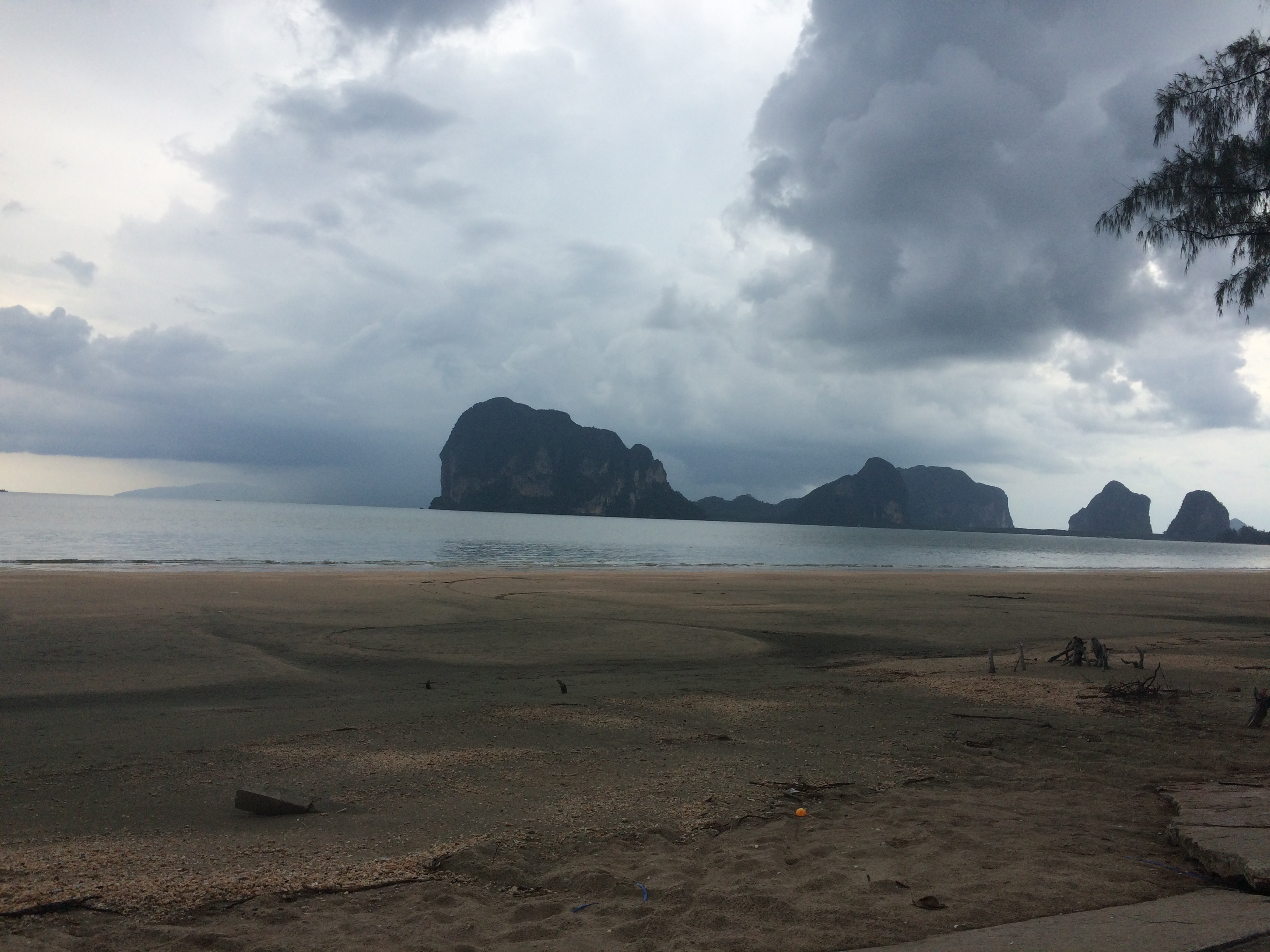

시까오군은 뜨랑주의 행정 구역이다. 이 지역의 총 인구 수는 2005년 기준으로 34486명이다. 인구 밀도는 63.6km2이다.